# بروسيمبيانو
بروسيمبيانو، ( Brusimpiano بالإنجليزية) هي بلدية على بحيرة لوغانو في مقاطعة فاريزي في منطقة لومباردي الإيطالية، وتقع على بعد حوالي 60 كيلومترًا (37 ميلًا) شمال غرب ميلانو وحوالي 15 كيلومترًا (9 ميل) شمال فاريزي، على الحدود مع سويسرا.

## موقعها
تقع بروسيمبيانو على حدود البلديات التالية:
باربينجو (سويسرا)
كواسو لمونتي، لافينتا بونتي تيريسا، مارزيو(سويسرا)، بورتو سيريسيو.

## انظر ايضاً
- اسطنبول
- بلدية باريس
- سويسرا

1. ↑  All demographics and other statistics: Italian statistical institute المعهد الوطني للإحصاء.
2. ↑  GeoNames (بالإنجليزية), 2005, QID:Q830106